# 6-Thioguanin
6-Thioguanin (Tioguanin (INN), (6-TG) (Handelsname: Lanvis, Hersteller: GlaxoSmithKline)), ist ein Analogon der Nukleinbase Guanin und ein Arzneistoff, der als Zytostatikum in der Chemotherapie zur Behandlung von Krebserkrankungen verwendet wird. 6-Thioguanin gehört zur Gruppe der Antimetaboliten.

## Eigenschaften
Die Verbindung ist ein fahlgelbes, kristallines Pulver ohne Eigengeruch. 6-Thioguanin ist ein Thio-Analogon der natürlich vorkommenden Purinbase Guanin.
|        |            |
| Guanin | Thioguanin |

## Wirkungsmechanismus
6-Thioguanin konkurriert mit Hypoxanthin und Guanin um das Enzym Hypoxanthin-Guanin-Phosphoribosyltransferase (HGPRTase). Durch die HGPRTase wird 6-Thioguanin in 6-Thioguanylphosphat (TGMP) umgewandelt. Hohe Konzentrationen von TGMP werden intrazellulär akkumuliert und behindern an mehreren Stellen die Synthese von Guanin-Nukleotiden. Die Purin-Biosynthese wird durch eine Inhibition des Enzyms Glutamin-5-phosphoribosylpyrophosphat-Amidotransferase gestört. TGMP blockiert auch die Umwandlung von Inosinphosphat zu Xanthinphosphat durch Konkurrenz um das Enzym Inosinphosphatdehydrogenase.
Thioguanylphosphat (TGMP) wird durch Phosphorylierung zu Di- und Triphosphaten umgewandelt: Thioguanindiphosphat (TGDP) und Thioguanintriphosphat (TGTP). Gleichzeitig werden auch 2-Desoxyribosyl-Analoge durch die gleichen Enzyme gebildet, welche auch die Guanin-Nukleotide verstoffwechseln. Die Thioguanin-Nukleotide werden anschließend über Phosphodiesterverbindungen in die DNA und RNA eingebaut. Hier wirken sie als „falsches“ Nukleotid und interferieren mit der DNA-Replikation.
Zusammenfassend wirkt 6-Thioguanin über eine Inhibition der Purin-Biosynthese, durch Inhibition der Umwandlung von Purin-Nukleotiden und durch Einbau in die DNA und RNA im Sinne einer „sequentiellen“ Blockade der Synthese und Verwertung der Purin-Nukleotide. Thioguanin wirkt spezifisch in der S-Phase des Zellzyklus; bei ruhenden Zellen (G1-Phase des Zellzyklus) wirkt 6-Thioguanin nicht.
Eine zusätzliche Wirkung entstammt dem Einbau von 6-Thioguanin in die RNA. Hier ergibt sich ein veränderter RNA-Strang, der durch die Ribosomen nicht mehr abgelesen werden kann. Somit entfällt die Produktion (Synthese) des durch die so veränderte RNA ursprünglich codierten Proteins.

## Pharmakokinetik und Metabolisierung
Eine einzelne perorale Dosis von 6-Thioguanin wird nur sehr unvollständig und mit interindividuell hoher Variabilität aufgenommen. Die Bioverfügbarkeit von 6-Thioguanin beläuft sich im Mittel auf 30 % (Spanne 14–46 %). Die maximale Konzentration im Plasma nach einer einzelnen Dosis peroral wird nach 8 Stunden erreicht.
6-Thioguanin wird in die DNA und RNA menschlicher Knochenmarkzellen eingebaut. Studien mit radioaktiv markiertem 6-Thioguanin zeigten, dass 5 Tagesdosen 6-Thioguanin zu einer 100-fach höheren Anreicherung von 6-Thioguanin in der DNA und RNA führten als eine einzelne Tagesgabe 6-Thioguanin. Bei 5 Tagesdosen 6-Thioguanin wird 50 % bis fast 100 % aller Guanin-Nukleotide durch 6-Thioguanin ersetzt. 6-Thioguanin selbst kann nach aktuellem Wissensstand die Blut-Hirn-Schranke nicht überwinden. 6-Thioguanin konnte im Liquor cerebrospinalis (Nervenwasser) nicht nachgewiesen werden, wie auch die strukturell eng verwandte Substanz 6-Mercaptopurin nicht in das Gehirn eindringen kann.
Die Plasmahalbwertszeit von 6-Thioguanin ist sehr kurz. Grund hierfür ist die schnelle Aufnahme von 6-Thioguanin in die Zellen sowie die schnelle Einschleusung von 6-Thioguanin in die Auf- und Abbaustoffwechselwege von Purinen. Die Metabolite von 6-Thioguanin können daher auch nachgewiesen werden, wenn 6-Thioguanin aus dem Plasma eliminiert ist.
6-Thioguanin wird vorwiegend über die Nieren im Urin ausgeschieden. Es findet sich allerdings kaum unverändertes 6-Thioguanin im Urin; vielmehr ist 2-Amino-6-methylthiopurin als Metabolit von 6-Thioguanin nachzuweisen. Die mediane Plasmahalbwertszeit von 6-Thioguanin wird mit 80 Minuten (bei einer Spanne von 25 bis 240 Minuten) angegeben.
6-Thioguanin wird auf zwei Wegen metabolisiert. Ein Abbauweg ist die Desaminierung durch Guanase zu 6-Thioxanthin, welches nur minimale antineoplastische Aktivität hat. Dieser Stoffwechselpfad hängt nicht von der Effektivität der Xanthinoxidase ab, so dass Allopurinol als Hemmstoff der Xanthinoxidase nicht wie beim Mercaptopurin den Abbau von 6-Thioguanin blockiert. Ein weiterer Abbauweg ist die Methylierung von 6-Thioguanin zu 2-Amino-6-methylthiopurin, welches minimal antineoplastisch wirksam und deutlich weniger toxisch als 6-Thioguanin ist. Auch dieser Abbauweg ist unabhängig von der Enzymaktivität der Xanthinoxidase.

## Wechselwirkungen
6-Thioguanin ist kreuzresistent mit Mercaptopurin. Krebserkrankungen, welche auf eine Behandlung mit Mercaptopurin nicht ansprechen, sprechen auch auf Thioguanin nicht an.
Bei gleichzeitiger Anwendung von Busulfan tritt vermehrt Hepatotoxizität in Form von Leberschäden, Ösophagusvarizen und portaler Hypertension auf (schwere Leberschädigung). Der Mechanismus hierfür ist unbekannt.
Im Gegensatz zu Mercaptopurin wird der Abbau von 6-Thioguanin durch Allopurinol nicht behindert.

## Anwendungsgebiet(e)

### Erwachsene
- Akute lymphoblastische Leukämie
- Akute myeloische Leukämie
- Chronische myeloische Leukämie
- Psoriasis

### Kinder und Jugendliche
- Akute lymphoblastische Leukämie
- Akute myeloische Leukämie

## Verabreichung
6-Thioguanin wird peroral verabreicht (als Tablette).

## Gegenanzeigen
- Schwangerschaft
- Stillzeit

## Nebenwirkungen
- Leukopenie und Neutropenie (gleichzeitig)
- Thrombopenie
- Anämie
- Lebertoxizität: Lebernekrose und  Lebervenenverschlusserkrankung (veno-occlusive disease; VOD)
- Appetitlosigkeit
- Übelkeit und Erbrechen